# Tatsuya Suzuki (Fußballspieler, 1982)
Tatsuya Suzuki (japanisch 鈴木 達也 Suzuki Tatsuya; * 1. August 1982 in der Präfektur Kanagawa) ist ein ehemaliger japanischer Fußballspieler.

## Karriere
Suzuki erlernte das Fußballspielen in der Jugendmannschaft von Yokohama F. Marinos und der Universitätsmannschaft der Universität Tsukuba. Seinen ersten Vertrag unterschrieb er 2005 bei Kashiwa Reysol. Der Verein spielte in der höchsten Liga des Landes, der J1 League. Am Ende der Saison 2005 stieg der Verein in die J2 League ab. 2006 wurde er mit dem Verein Vizemeister der J2 League und stieg in die J1 League auf. Für den Verein absolvierte er 65 Ligaspiele. Im August 2008 wechselte er zum Ligakonkurrenten FC Tokyo. 2009 gewann er mit dem Verein den J.League Cup. Am Ende der Saison 2010 stieg der Verein in die J2 League ab. 2011 gewann er mit dem Verein den Kaiserpokal. 2011 wurde er mit dem Verein Meister der J2 League. Für den Verein absolvierte er 73 Ligaspiele. 2012 wechselte er zum Ligakonkurrenten Tokushima Vortis. Für den Verein absolvierte er 43 Ligaspiele. Ende 2013 beendete er seine Karriere als Fußballspieler.

## Erfolge
Kashiwa Reysol
- Kaiserpokal

Finalist: 2008
FC Tokyo
- J.League Cup

Sieger: 2009
- Kaiserpokal

Sieger: 2011